# Resortní vyznamenání Ruské federace
Resortní vyznamenání Ruské federace jsou ocenění federálních výkonných orgánů Ruské federace. Tato vyznamenání mají povzbudit zaměstnance příslušných organizací, institucí a firem, stejně jako další občany Ruska i cizince. Tato vyznamenání existují vedle státních, vládních, pamětních a dalších ocenění Ruské federace a jsou udílena v souladu s dekrety prezidenta Ruské federace.

## Vyznamenání Ministerstva kultury Ruské federace

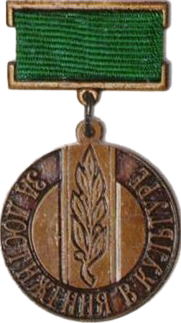
Odznak Za úspěchy v kultuře

- Odznak Za úspěchy v kultuře (Нагрудный знак «За достижения в культуре») – Toto vyznamenání bylo založeno dne 25. února 1998.[1] Zrušeno bylo nařízením Ministerstva kultury a masových komunikací č. 311 O neuplatňování vyznamenání Ministerstva kultury Ruské federace ze dne 20. července 2005.[2]
- Pamětní medaile Velký ruský spisovatel, laureát Nobelovy ceny M. A. Šoloxov 1905–2005 (Памятная медаль «Великий русский писатель лауреат Нобелевской премии М. А. Шолохов 1905—2005») – Toto vyznamenání bylo založeno dne 19. května 2005. Udílena byla do 31. prosince 2005.[3]
- Odznak Za vysoké úspěchy (Нагрудный знак «За высокие достижения») – Toto vyznamenání bylo založeno dne 6. září 2006.[4]
- Pamětní medaile 150. výročí A. P. Čechova (Памятная медаль «150-летие А. П. Чехова») – Toto vyznamenání bylo založeno dne 19. srpna 2009.[5]
- Jubilejní medaile 150. výročí zřízení orgánů pro záchranu historických a kulturních památek (Юбилейная медаль «150 лет учреждения органов охраны памятников истории и культуры») – Toto vyznamenání bylo založeno dne 10. března 2010.[6]

## Vyznamenání Ministerstva pro civilní obranu, mimořádné události a odstraňování následků přírodních katastrof Ruské federace

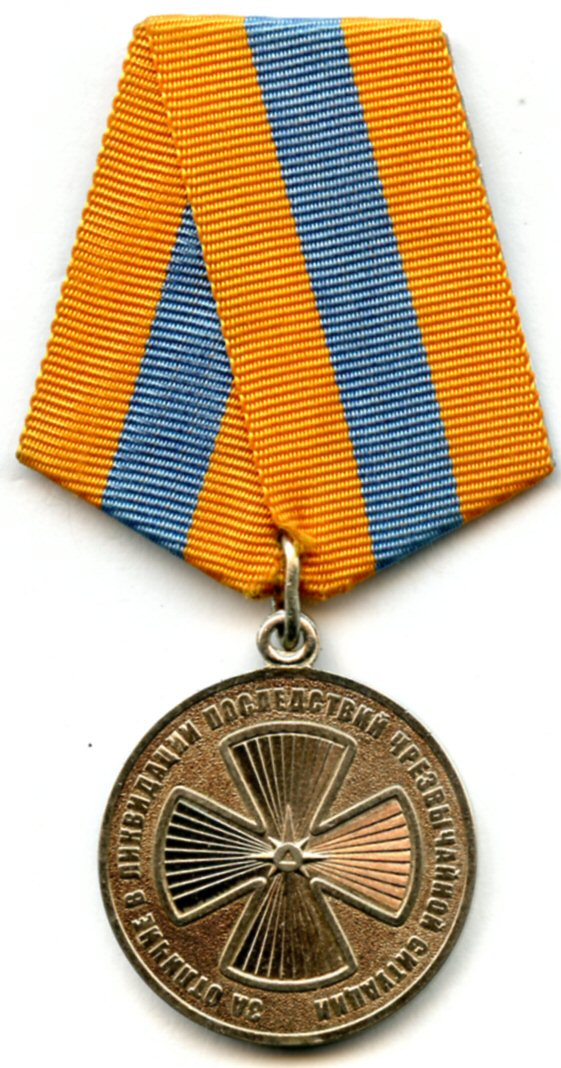
Medaile Za vyznamenání se při odstraňování následků mimořádné situace

- Odznak Kříž za chrabrost (Знак отличия — Крест «За доблесть»)
- Medaile Za vyznamenání se při odstraňování následků mimořádné situace (Медаль «За отличие в ликвидации последствий чрезвычайной ситуации»)
- Medaile Za odvahu v ohni (Медаль «За отвагу на пожаре»)
- Medaile za odminování (Медаль «За Разминирование»)
- Medaile Za záchranu zemřelých na vodě (Медаль «За спасение погибающих на водах»)
- Medaile Za bezvadnou službu (Медаль «За безупречную службу»)
- Medaile Za společenství ve jménu spásy (Медаль «За содружество во имя спасения»)
- Medaile Za propagandu záchranných záležitostí (Медаль «За пропаганду спасательного дела»)
- Medaile XV let EMERCOM Ruska (Медаль «XV лет МЧС России»)
- Medaile XX let EMERCOM Ruska (Медаль «XX лет МЧС России»)
- Medaile XXV let EMERCOM Ruska (Медаль «XXV лет МЧС России»)
- Medaile XXX let EMERCOM Ruska (Медаль «XXX лет МЧС России»)
- Medaile Za vyznamenání se ve vojenské službě (Медаль «За отличие в военной службе»)
- Medaile Za vyznamenání se ve službách Státní hasičské služby (Медаль «За отличие в службе Государственной Противопожарной Службы»)
- Medaile Za horlivost (Медаль «За усердие»)
- Odznak vyznamenání EMERCOM Ruska Čestný mentor EMERCOM Ruska (Знак отличия МЧС России "Почётный наставник МЧС России")
- Odznak Za službu v letectví EMERCOM Ruska (Знак отличия «За службу в авиации МЧС России»)
- Medaile Za prevenci požárů (Медаль «За предупреждение пожаров»)
- Medaile Za zvláštní přínos k požární bezpečnosti zvláště důležitých státních zařízení (Медаль «За особый вклад в обеспечение пожарной безопасности особо важных государственных объектов»)
- Medaile 200. výročí profesionálního hasičského sboru v Moskvě (Медаль «200 лет профессиональной пожарной охране Москвы»)
- Pamětní medaile ruského EMERCOMu Maršál Vasilij Čujkov (Памятная медаль МЧС России "Маршал Василий Чуйков")
- Pamětní medaile EMERCOMu Ruska armádní generál Altunin (Памятная медаль МЧС России "Генерал армии Алтунин")
- Pamětní medaile 75. výročí civilní obrany (Памятная медаль «75 лет гражданской обороне»)
- Pamětní medaile 85. výročí civilní obrany (Памятная медаль «85 лет гражданской обороне»)
- Pamětní medaile EMERCOM Ruska Požární ochrana ve službách lidu 1918–2018 (Памятная медаль МЧС России "Пожарная охрана на службе людей. 1918-2018.")
- Pamětní medaile 100. výročí Petrohradské univerzity Státní požární služby EMERCOM Ruska (Памятная медаль «100 лет Санкт-Петербургскому университету ГПС МЧС России»)
- Pamětní medaile 50. výročí časopisu Civilní obrana (Памятная медаль «50 лет журналу „Гражданская защита“»)
- Medaile Účastník mimořádných humanitárních operací (Медаль «Участнику чрезвычайных гуманитарных операций»)
- Medaile Účastníkovi likvidaci ohně 2010 (Медаль «Участнику ликвидации пожаров 2010 года»)
- Medaile Účastník přehlídky vítězství na Rudém náměstí (Медаль «Участник парада победы на Красной Площади»)
- Odznak Čestný důstojník EMERCOM Ruska (Нагрудный знак «Почетный сотрудник МЧС России»)
- Odznak Čestný odznak EMERCOM Ruska (Нагрудный знак «Почётный знак МЧС России»)
- Odznak Účastník odstraňování následků mimořádné situace (Нагрудный знак «Участнику ликвидации последствий ЧС»)
- Odznak Za zásluhy (Нагрудный знак «За заслуги»)
- Odznak Za vyznamenání (Нагрудный знак «За отличие»)
- Odznak Nejlepší pracovník hasičů (Нагрудный знак «Лучший работник пожарной охраны»)
- Odznak Nejlepší inspektor Státní požární služby ministerstva pro mimořádné situace v Rusku (Нагрудный знак «Лучший инспектор ГПН МЧС России»)
- Odznak Veterán EMERCOM Ruska (Нагрудный знак «Ветеран МЧС России»)
- Odznak Veterán letectví EMERCOM Ruska (Нагрудный знак «Ветеран авиации МЧС России»)
- Odznak Dokonalost v záchranných vojenských formacích (Нагрудный знак «Отличник спасательных воинских формирований»)
- Odznak Vynikající hasič (Нагрудный знак «Отличный пожарный»)
- Odznak Dokonalost ve státní inspekční službě ministerstva pro mimořádné situace Ruska (Нагрудный знак «Отличник ГИМС МЧС России»)
- Odznak Dokonalost v letectví (Нагрудный знак «Отличник авиации»)
- Odznak Dokonalost vojsk civilní obrany (Нагрудный знак «Отличник войск гражданской обороны»)

## Vyznamenání Ministerstva pro digitální rozvoj, komunikace a masmédia Ruské federace

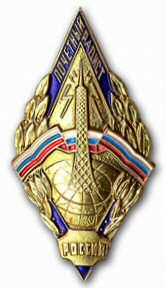
Čestný radista

- Čestný titul Mistr komunikace (Почётное звание «Мастер связи») – Toto vyznamenání bylo založeno dne 8. listopadu 2016. Udíleno je za úspěchy při zlepšování sociálně-ekonomických programů, implementace federálních a regionálních programů pro rozvoj průmyslu.[7]
- Odznak Čestný radista (Нагрудный знак «Почётный радист») – Toto vyznamenání bylo založeno dne 14. března 2007. Udíleno je zaměstnancům ministerstva, federálních služeb a agentur, jakož i podnikům, institucím a organizacím za úspěchy v oblasti vědy, technologie, výroby a provozu rádiových zařízení, komunikací a za dlouhodobou svědomitou práci.[8]

## Vyznamenání Ministerstva pro místní rozvoj Ruské federace
- Pamětní medaile federální veřejné instituce Ředitelství Dálného východu Ministerstva pro místní rozvoj Ruské federace Za stavitele summitových zařízení APEC (Памятная медаль ФКУ «Дальневосточная дирекция Министерства регионального развития Российской Федерации» «Строителю объектов саммита АТЭС») – Toto vyznamenání bylo založeno dne 9. srpna 2012. Udílena byla za odměnu občanům Ruské federace i cizincům za zajištění implementace návrhu a průzkumné práce, odborné zkoumání projektové dokumentace zařízení summitu APEC 2012, odbornou a vědeckou podporu projektů, kontrolu načasování prací v zařízení summitu APEC 2012 a také za významný osobní přínos k přímé výstavbě tohoto zařízení.[9]

## Vyznamenání Ministerstva průmyslu a obchodu Ruské federace

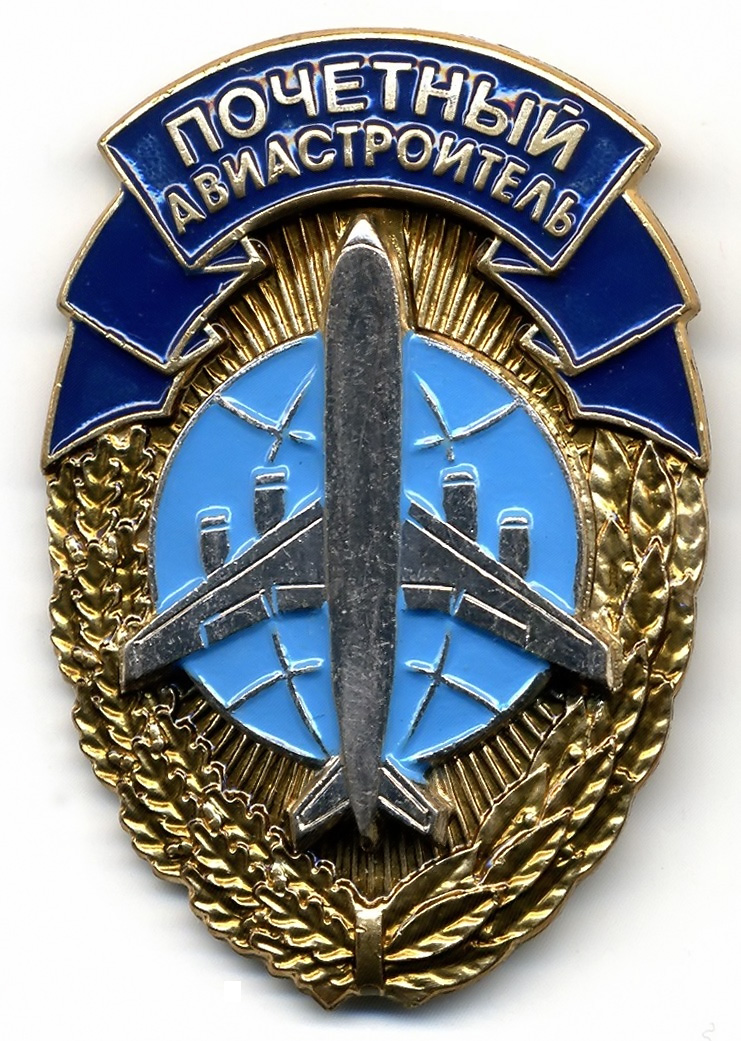
Čestný konstruktér letadel

- Čestný titul Čestný strojní inženýr (Почётное звание «Почётный машиностроитель»)
- Čestný titul Čestný konstruktér letadel (Почётное звание «Почётный авиастроитель»)
- Čestný titul Čestný těžař (Почётное звание «Почётный горняк»)
- Čestný titul Čestný hutník (Почётное звание «Почётный металлург»)
- Čestný titul Čestný metrolog (Почётное звание «Почётный метролог»)
- Čestný titul Čestný pracovník lesního průmyslu (Почётное звание «Почётный работник лесной промышленности»)
- Čestný titul Čestný pracovník textilního a lehkého průmyslu (Почётное звание «Почётный работник текстильной и лёгкой промышленности»)
- Čestný titul Čestný konstruktér lodí (Почётное звание «Почётный судостроитель»)
- Čestný titul Čestný chemik (Почётное звание «Почётный химик»)

## Vyznamenání Ministerstva přírodních zdrojů a životního prostředí Ruské federace

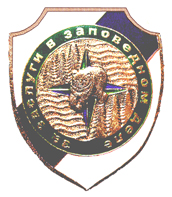
Čestný odznak Za zásluhy v ochraně přírody

- Čestný odznak Za zásluhy v ochraně přírody (Почётный знак «За заслуги в заповедном деле») – Toto vyznamenání bylo založeno dne 8. října 2002. Udíleno je zaměstnancům územních orgánů Ministerstva přírodních zdrojů Ruské federace a jejich podřízených úřadů a zaměstnancům subjektů spravujících státní přírodní rezervace, národní parky a další za významný osobní přínos k rozvoji přírodních rezervací, k organizaci systému zvláště chráněných přírodních oblastí, ochraně přírody, k výzkumu a environmentálnímu vzdělávání.[10]
- Odznak Dokonalost ve vodohospodářství (Знак «Отличник водного хозяйства») – Toto vyznamenání bylo založeno dne 21. prosince 2006. Udíleno je za velký přínos k racionálnímu využívání, reprodukci a ochraně vodních zdrojů, obnově vodních ploch a zajišťování na tomto základě obyvatelstva a národního hospodářství s vysokou kvalitou vody.[11]
- Odznak Čestný pracovník vodního hospodářství (Знак «Почётный работник водного хозяйства») – Toto vyznamenání bylo založeno dne 21. prosince 2006. Udíleno je osobám, které pracovaly ve vodohospodářském systému po dobu nejméně 15 let za mnoho let plodné práce a vynikající služby v oblasti rozvoje vodního hospodářství, provádění státní kontroly využívání a ochrany vod a obnovy vodních zdrojů, za implementaci úspěchů vědeckého a technologického pokroku v praxi vodního hospodářství, vzdělávání a školení odborníků na vodní hospodářství a za úspěšnou spolupráci se zahraničím v oblasti vodního hospodářství.[11]
- Čestný odznak Za vyznamenání se ve službě (Почётный знак «За отличие в службе») – Toto vyznamenání bylo založeno dne 16. února 2011. Udíleno je po minimálně pěti letech veřejné služby v této oblasti za bezvadnou a efektivní státní službu.[12]
- Odznak Dokonalost v myslivectví (Нагрудный знак «Отличник охотничьего хозяйства») – Toto vyznamenání bylo založeno dne 16. února 2011.
- Odznak Čestný pracovník myslivectví (Нагрудный знак «Почетный работник охотничьего хозяйства») – Toto vyznamenání bylo založeno dne 16. února 2011.
- Čestné osvědčení (Почётная грамота) – Toto vyznamenání bylo založeno dne 16. února 2011.
- Odznak Dokonalost v ochraně přírody (Нагрудный знак «Отличник охраны природы») – Toto vyznamenání bylo založeno dne 16. února 2011.
- Odznak Dokonalost v průzkumu podloží (Нагрудный знак «Отличник разведки недр») – Toto vyznamenání bylo založeno dne 16. února 2011.
- Odznak Veterán vodního hospodářství (Нагрудный знак «Ветеран водного хозяйства») – Toto vyznamenání bylo založeno dne 16. února 2011.
- Odznak Čestný lesní dělník (Нагрудный знак «Почётный работник леса») – Toto vyznamenání bylo založeno dne 16. února 2011.
- Odznak Čestný pracovník ochrany přírody (Нагрудный знак «Почётный работник охраны природы») – Toto vyznamenání bylo založeno dne 16. února 2011.
- Odznak Objevitel depozitu (Нагрудный знак «Первооткрыватель месторождения») – Toto vyznamenání bylo založeno dne 16. února 2011.
- Odznak Čestný důlní prospektor (Нагрудный знак «Почётный разведчик недр») – Toto vyznamenání bylo založeno dne 16. února 2011.

## Vyznamenání Ministerstva sportu Ruské federace
- Čestný odznak Za služby v oblasti rozvoje tělesné kultury a sportu (Почётный знак «За заслуги в развитии физической культуры и спорта»)
- Medaile Petra Lesgafta (Медаль Петра Лесгафта) – Toto vyznamenání bylo založeno dne 29. března 2005.
- Medaile Nikolaje Ozerova (Медаль Николая Озерова) – Toto vyznamenání bylo založeno dne 29. března 2005.
- Odznak Dokonalost v tělesné výchově a sportu (Нагрудный знак «Отличник физической культуры и спорта»)
- Čestné osvědčení Ministerstva sportu Ruské federace (Почётная грамота Министерства спорта Российской федерации) – Toto vyznamenání bylo založeno dne 25. září 2006.
- Pochvala Ministerstva sportu Ruské federace (Благодарность Министра спорта Российской Федерации) – Toto vyznamenání bylo založeno dne 20. ledna 2009.
- Odznak k čestnému titulu Čestný sportovní rozhodčí Ruska (Нагрудный знак к почётному званию «Почётный спортивный судья России») – Toto vyznamenání bylo založeno dne 25. září 2006.
- Odznak Ministerstva sportu Ruské federace Čestný mentor (Знак отличия Министерства спорта Российской Федерации «Почётный наставник») – Toto vyznamenání bylo založeno dne 4. prosince 2019.
- Pamětní medaile 80. výročí Státního sportovního výboru Ruska (Памятная медаль «80 лет Госкомспорту России») – Toto vyznamenání bylo založeno dne 27. června 2003.
- Odznak k čestnému titulu Zasloužilý mistr sportu Ruska (Нагрудный знак к почётному званию «Заслуженный мастер спорта России») – Toto vyznamenání bylo založeno dne 25. května 1995.
- Odznak k čestnému titulu Zasloužilý trenér Ruska (Нагрудный знак к почётному званию «Заслуженный тренер России») – Toto vyznamenání bylo založeno dne 25. května 1995.

## Vyznamenání Ministerstva spravedlnosti Ruské federace

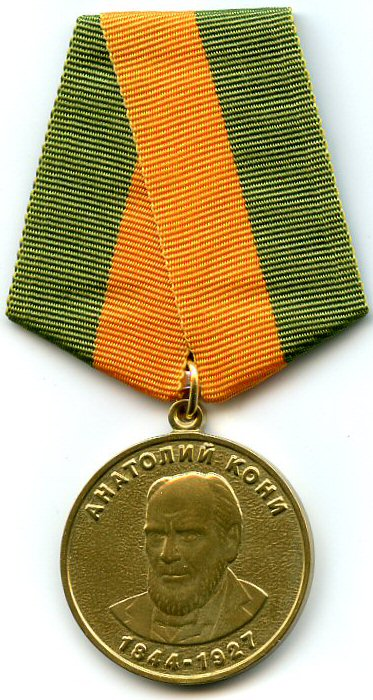
Medaile Anatolije Koniho

- Medaile Anatolije Koniho (Медаль Анатолия Кони) – Toto vyznamenání bylo založeno dne 25. února 2000.[13]
- Medaile Za chrabrost (Медаль «За доблесть») – Toto vyznamenání bylo založeno dne 7. března 2000.[14] Zrušena byla nařízením Ministerstva spravedlnosti Ruské federace č. 201 O změně nařízení Ministerstva spravedlnosti Ruské federace č. 120 z 29. dubna 2002 ze dne 16. října 2007.
- Medaile Za horlivost (Медаль «За усердие») – Toto vyznamenání bylo založeno dne 27. dubna 2000.[15]
- Medaile Za posílení vězeňského systému (Медаль «За укрепление уголовно-исполнительной системы») – Toto vyznamenání bylo založeno dne 7. března 2000.[14] Zrušena byla nařízením Ministerstva spravedlnosti Ruské federace č. 201 O změně nařízení Ministerstva spravedlnosti Ruské federace č. 120 z 29. dubna 2002 ze dne 16. října 2007.
- Pamětní medaile 200. výročí Ministerstva spravedlnosti Ruska (Медаль «В память 200-летия Минюста России») – Toto vyznamenání bylo založeno dne 29. května 2002.[16] Zrušena byla nařízením Ministerstva spravedlnosti Ruské federace č. 201 O změně nařízení Ministerstva spravedlnosti Ruské federace č. 120 z 29. dubna 2002 ze dne 16. října 2007.
- Pamětní medaile 125. výročí vězeňského systému Ruska (Медаль «В память 125-летия уголовно-исполнительной системы России») – Toto vyznamenání bylo založeno dne 20. listopadu 2003.[17]
- Medaile Veterán vězeňského systému (Медаль «Ветеран уголовно-исполнительной системы») – Toto vyznamenání bylo založeno dne 7. března 2000.[14] Zrušena byla nařízením Ministerstva spravedlnosti Ruské federace č. 201 O změně nařízení Ministerstva spravedlnosti Ruské federace č. 120 z 29. dubna 2002 ze dne 16. října 2007.
- Medaile Za službu (Медаль «За службу») – Toto vyznamenání bylo založeno dne 25. února 2000.[13] Zrušena byla nařízením Ministerstva spravedlnosti Ruské federace č. 201 O změně nařízení Ministerstva spravedlnosti Ruské federace č. 120 z 29. dubna 2002 ze dne 16. října 2007.
- Odznak Čestný pracovník spravedlnosti Ruska (Нагрудный знак «Почётный работник юстиции России») – Toto vyznamenání bylo založeno dne 28. srpna 2002.[18]

### Vyznamenání Federální vězeňské služby Ruské federace

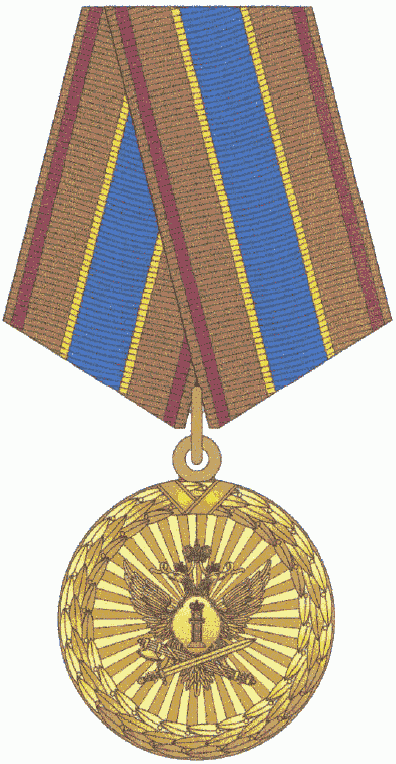
Medaile Za přínos k rozvoji vězeňského systému Ruska

- Medaile Za chrabrost ve službě (Медаль «За доблесть в службе») – Toto vyznamenání bylo založeno dne 10. listopadu 2005.[19]
- Medaile Za píli ve službě (Медаль «За усердие в службе») – Toto vyznamenání bylo založeno dne 10. listopadu 2005.[19]
- Medaile Za přínos k rozvoji vězeňského systému Ruska (Медаль «За вклад в развитие уголовно-исполнительной системы России») – Toto vyznamenání bylo založeno dne 10. listopadu 2005.[19]
- Medaile Fjodora Haasse (Медаль Фёдора Гааза) – Toto vyznamenání bylo založeno dne 28. února 2005.[20]
- Medaile Veterán vězeňského systému Ruska (Медаль «Ветеран уголовно-исполнительной системы России») – Toto vyznamenání bylo založeno dne 10. listopadu 2005.[19]
- Medaile Za vyznamenání se ve službě (Медаль «За отличие в службе») – Toto vyznamenání bylo založeno dne 10. listopadu 2005.[19]
- Čestný odznak Za vyznamenání se ve službě (Почётный знак «За отличие в службе») – Toto vyznamenání bylo založeno dne 20. srpna 1996.[21]

### Vyznamenání Exekutorské služby Ruské federace
- Medaile Za věrnost službě (Медаль «За верность долгу») – Toto vyznamenání bylo založeno dekretem Federálního soudního exekutora Ruské federace č. 426 ze dne 2. října 2009 O změnách a dodatcích k nařízení federálního soudního exekutora č. 89 ze dne 26. července 2006.
- Medaile Za přínos k rozvoji federální služby soudního exekutora (Медаль «За вклад в развитие Федеральной службы судебных приставов») – Toto vyznamenání bylo založeno dekretem Federálního soudního exekutora Ruské federace č. 89 ze dne 26. července 2006 O zřízení resortních vyznamenáních Federální soudní exekutorské služby.
- Medaile Za chrabrost (Медаль «За доблесть») – Toto vyznamenání bylo založeno dekretem Federálního soudního exekutora Ruské federace č. 426 ze dne 2. října 2009 O změnách a dodatcích k nařízení federálního soudního exekutora č. 89 ze dne 26. července 2006.
- Medaile Za zásluhy (Медаль «За заслуги») – Toto vyznamenání bylo založeno dekretem Federálního soudního exekutora Ruské federace č. 89 ze dne 26. července 2006 O zřízení resortních vyznamenáních Federální soudní exekutorské služby.
- Medaile Veterán Federální exekutorské služby (Медаль «Ветеран Федеральной службы судебных приставов») – Toto vyznamenání bylo založeno dekretem Federálního soudního exekutora Ruské federace č. 89 ze dne 26. července 2006 O zřízení resortních vyznamenáních Federální soudní exekutorské služby.
- Medaile Za službu (Медаль «За службу») – Toto vyznamenání bylo založeno dekretem Federálního soudního exekutora Ruské federace č. 89 ze dne 26. července 2006 O zřízení resortních vyznamenáních Federální soudní exekutorské služby.
- Medaile 10. výročí Federální exekutorské služby (Медаль «10 лет Федеральной службе судебных приставов») – Toto vyznamenání bylo založeno dekretem Federálního soudního exekutora Ruské federace č. 343 ze dne 20. července 2007.
- Medaile 150. výročí založení institutu soudních exekutorů (Медаль «150 лет основания института судебных приставов») – Toto vyznamenání bylo založeno dekretem Federálního soudního exekutora Ruské federace č. 208 ze dne 26. března 2015.
- Medaile Za mezinárodní spolupráci (Медаль «За международное сотрудничество») – Toto vyznamenání bylo založeno dne 30. července 2013.
- Odznak Čestný pracovník Federální exekutorské služby (Знак «Почётный работник Федеральной службы судебных приставов») – Toto vyznamenání bylo založeno dne 26. července 2006.
- Odznak Nejlepší exekutorský vykonavatel (Нагрудный знак «Лучший судебный пристав-исполнитель») – Toto vyznamenání bylo založeno dne 26. července 2006.
- Odznak Nejlepší soudní exekutor k zajištění zavedeného postupu pro činnost soudů (Нагрудный знак «Лучший судебный пристав по обеспечению установленного порядка деятельности судов») – Toto vyznamenání bylo založeno dne 26. července 2006.
- Odznak Nejlepší vyšetřovatel (Нагрудный знак «Лучший дознаватель»)
- Odznak Za bezvadnou službu (Знак отличия «За безупречную службу»)
- Odznak Čestný mentor (Знак отличия «Почётный наставник»)
- Čestné osvědčení Federální exekutorské služby (Почётная грамота Федеральной службы судебных приставов)
- Pochvala ředitele Federální exekutorské služby (Благодарность Директора Федеральной службы судебных приставов)

## Vyznamenání Ministerstva školství Ruské federace

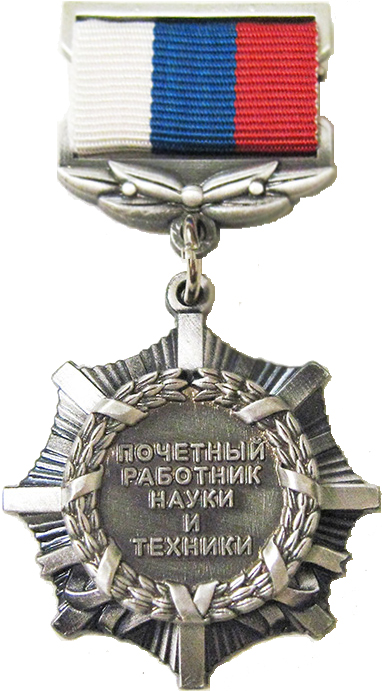
Čestný pracovník vědy a techniky Ruské federace

- Medaile K. D. Ušinského (Медаль К. Д. Ушинского) – Toto vyznamenání bylo založeno dne 6. října 2004.[22]
- Odznak Čestný pracovník všeobecného vzdělávání Ruské federace (нагрудный знак «Почётный работник общего образования Российской Федерации») – Toto vyznamenání bylo založeno dne 6. října 2004.[22]
- Odznak Čestný pracovník základního odborného vzdělávání Ruské federace (нагрудный знак «Почётный работник начального профессионального образования Российской Федерации») – Toto vyznamenání bylo založeno dne 6. října 2004.[22]
- Odznak Čestný pracovník středního odborného vzdělávání Ruské federace (нагрудный знак «Почётный работник среднего профессионального образования Российской Федерации») – Toto vyznamenání bylo založeno dne 6. října 2004.[22]
- Odznak Čestný pracovník vyššího odborného vzdělávání Ruské federace (нагрудный знак «Почётный работник высшего профессионального образования Российской Федерации») – Toto vyznamenání bylo založeno dne 6. října 2004.[22]
- Odznak Čestný pracovník vědy a techniky Ruské federace (нагрудный знак «Почётный работник науки и техники Российской Федерации») – Toto vyznamenání bylo založeno dne 6. října 2004.[22]
- Odznak Za rozvoj výzkumné práce studentů (нагрудный знак «За развитие научно-исследовательской работы студентов») – Toto vyznamenání bylo založeno dne 6. října 2004.[22]
- Odznak Za milost a milosrdenství (нагрудный знак «За милосердие и благотворительность») – Toto vyznamenání bylo založeno dne 6. října 2004.[22]
- Odznak Čestný pracovník oblasti politiky mládeže (нагрудный знак «Почётный работник сферы молодёжной политики») – Toto vyznamenání bylo založeno dne 6. října 2004.[22]
- Čestné osvědčení Ministerstva školství Ruské federace (Почётная грамота Министерства просвещения Российской Федерации) – Toto vyznamenání bylo založeno dne 6. října 2004.[22]

## Vyznamenání Ministerstva vnitra Ruské federace

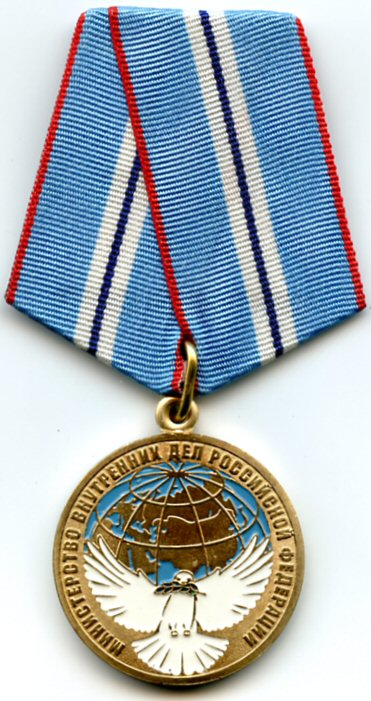
Mezinárodní Za posílení mezinárodní policejní spolupráce

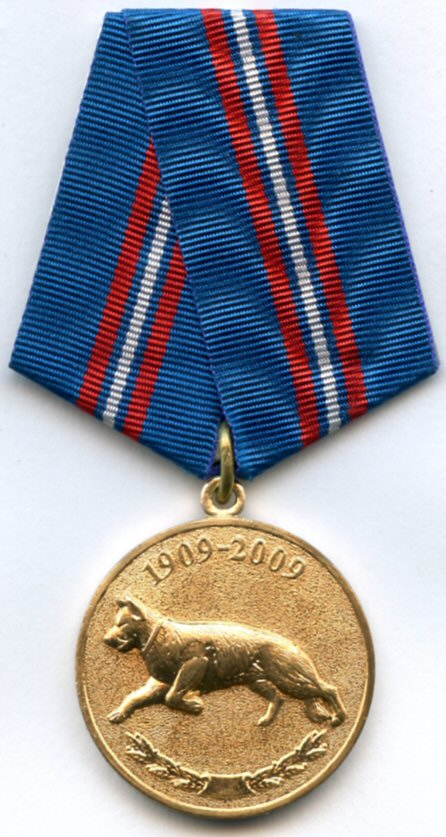
Pamětní medaile 100. výročí kynologických jednotek ministerstva vnitra Ruska

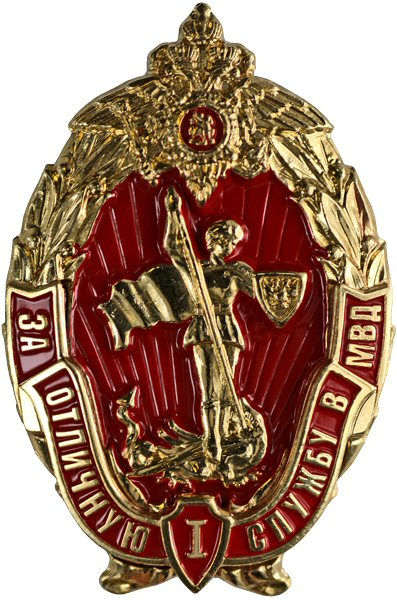
Odznak Za vynikající služby na ministerstvu vnitra

Resortní vyznamenání Ministerstva vnitra Ruské federace jsou určeny k oceňování zaměstnanců orgánů tohoto ministerstva, státních úředníků federálních států, zaměstnanců ministerstva a k oceňování dalších osob, které pomáhaly při plnění úkolů a výkonu pravomocí svěřených ministerstvu vnitra. Jsou rozdělena na medaile a odznaky. Od roku 2017 jsou resortní vyznamenání ministerstva vnitra řízena Vyhláškou o resortních vyznamenáních Ministerstva vnitra Ruské federace č. 220 ze dne 20. dubna 2017 s následnými reformami.

### Medaile
- Medaile Za chrabrost ve službě (Медаль «За доблесть в службе») – Tato medaile byla založena vyhláškou Ministerstva vnitra Ruské federace č. 50 ze dne 24. ledna 2001.[23][24]
- Medaile I. D. Putilina (Медаль И. Д. Путилина) – Tato medaile byla založena vyhláškou Ministerstva vnitra Ruské federace č. 220 ze dne 20. dubna 2017. Udílena je za speciální služby při organizaci a provádění operativně pátrací činnosti, za významný přínos k boji proti trestné a řešení zločinnosti, za vědeckou a technickou podporu a školení kvalifikovaného personálu pro operační útvary vnitra.[25]
- Medaile Za dominování (Медаль «За разминирование») – Tato medaile byla založena vyhláškou Ministerstva vnitra Ruské federace č. 466 ze dne 11. června 2005. Udílena je za obětavost a odvahu prokázanou při plnění úkolů spojených s detekcí a likvidací výbušnin a za zručnou organizaci operací pro detekci a neutralizaci výbušnin a za přímé řízení těchto operací.[26][27]
- Medaile Za odvahu ve jménu spásy (Медаль «За смелость во имя спасения») – Tato medaile byla založena vyhláškou Ministerstva vnitra Ruské federace č. 989 ze dne 31. října 2012. Udílena je zaměstnancům orgánů vnitra, státním úředníkům federální států a zaměstnancům ministerstva vnitra za odvahu a obětavost při záchraně lidí při přírodních katastrofách, na vodě, pod zemí, při hašení požárů a dalších mimořádných událostech.[28]
- Medaile Za zásluhy ve službě za zvláštních podmínek (Медаль «За заслуги в службе в особых условиях») – Tato medaile byla založena vyhláškou Ministerstva vnitra Ruské federace č. 989 ze dne 31. října 2012. Udílena je za osobní odvahu a obětavost při plnění úkolů během stanného práva nebo výjimečného stavu, během protiteroristických operací, v podmínkách ozbrojeného konfliktu, při odstraňování následků nehod, přírodních i člověk způsobených katastrof a za jiných mimořádných událostí.[28]
- Medaile Za bojovou pospolitost (Медаль «За боевое содружество») – Tato medaile byla založena vyhláškou Ministerstva vnitra Ruské federace č. 50 ze dne 24. ledna 2001.[23][29]
- Medaile Za udatnost v práci (Медаль «За трудовую доблесть») – Tato medaile byla založena vyhláškou Ministerstva vnitra Ruské federace č. 989 ze dne 31. října 2012. Udílena je za minimálně 15 let federální služby, za zásluhy při plnění pracovních povinností, za vysoce kvalitní práci, úspěšné plnění úkolů svěřených orgánům vnitra, které přispěly ke zlepšení jejich činnosti.[28]
- Medaile Za bezvadnou službu na ministerstvu vnitra (Медаль «За безупречную службу в МВД») – Tato medaile byla založena vyhláškou Ministerstva vnitra Ruské federace č. 989 ze dne 31. října 2012. Udílena je lidem za minimálně 20 let služby, kteří již dříve získali jiné vyznamenání ministerstva vnitra, za bezvadnou službu, významný přínos k rozvoji a zdokonalení ministerstva vnitra.[28]
- Medaile Za zásluhy o vědeckou a pedagogickou činnost (Медаль «За заслуги в научной и педагогической деятельности») – Tato medaile byla založena vyhláškou Ministerstva vnitra Ruské federace č. 591 ze dne 2. září 2019. Udílena je za vysoké výsledky ve vědecké činnosti v zájmu posílení právního státu a práva a pořádku.[30]
- Mezinárodní Za posílení mezinárodní policejní spolupráce (Медаль «За укрепление международного полицейского сотрудничества») – Tato medaile byla založena vyhláškou Ministerstva vnitra Ruské federace č. 220 ze dne 20. dubna 2017. Udílena je za významný osobní přínos k posílení a rozvoji spolupráce orgánů pro vnitřní záležitosti se zahraničními pořádkovými orgány a mezinárodními organizacemi.[25]
- Medaile Za vyznamenání se ve službě (Медаль «За отличие в службе») – Tato medaile byla založena vyhláškou Ministerstva vnitra Ruské federace č. 641 ze dne 5. července 2002.[31]
- Medaile Za přínos k posílení právního státu (Медаль «За вклад в укрепление правопорядка») – Tato medaile byla založena vyhláškou Ministerstva vnitra Ruské federace č. 989 ze dne 31. října 2012. Udílena je za významný přínos k posílení práva a pořádku, ke zlepšení právní regulace činnosti orgánů vnitra, ke školení kvalifikovaných pracovníků pro orgány vnitra a za poskytování pomoci těmto orgánům při plnění úkolů jim svěřených.[28]
- Pamětní medaile 100. výročí mezinárodní policejní spolupráce (Памятная юбилейная медаль «100 лет международному полицейскому сотрудничеству») – Tato medaile byla založena vyhláškou Ministerstva vnitra Ruské federace č. 150 ze dne 14. března 2014. Udílena je za vysoké odborné dovednosti, úspěchy v operativní a služební činnosti, za významný přínos k rozvoji mezinárodní policejní spolupráce a za boj proti nadnárodní kriminalitě. Udílena je také občanům Ruska i cizincům, kteří poskytli významnou pomoc orgánům vnitra v boji proti mezinárodní trestné činnosti a rozvoji mezinárodní policejní spolupráce.[32]
- Pamětní medaile 300. výročí ruské policie (Памятная юбилейная медаль «300 лет российской полиции») – Tato medaile byla založena vyhláškou Ministerstva vnitra Ruské federace č. 123 ze dne 5. března 2018.[33]
- Medaile Za vojenskou chrabrost (Медаль «За воинскую доблесть») – Tato medaile byla založena vyhláškou Ministerstva vnitra Ruské federace č. 50 ze dne 24. ledna 2001.[23][34] Zrušena byla vyhláškou Ministerstva vnitra Ruské federace č. 602 ze dne 6. srpna 2013.[35]
- Medaile Za odvahu v ohni (Медаль «За отвагу на пожаре») – Tato medaile byla založena vyhláškou Ministerstva vnitra Ruské federace č. 50 ze dne 24. ledna 2001. Udílena byla za odvahu a obětavost prokázanou při hašení požárů, záchraně lidí a majetku před ohněm, za zručné vedení boje při hašení požárů a záchraně lidí a za odvahu, vytrvalost a vysokou odbornou zručnost v prevenci požáru či výbuchu.[23][36] Zrušena byla vyhláškou Ministerstva vnitra Ruské federace č. 602 ze dne 6. srpna 2013.[35]
- Medaile Za zásluhy o činnost speciálních jednotek (Медаль «За заслуги в деятельности специальных подразделений») – Tato medaile byla založena vyhláškou Ministerstva vnitra Ruské federace č. 623 ze dne 27. srpna 2010.[37] Zrušena byla vyhláškou Ministerstva vnitra Ruské federace č. 602 ze dne 6. srpna 2013.[35]
- Medaile Za letecké zásluhy (Медаль «За заслуги в авиации») – Tato medaile byla založena vyhláškou Ministerstva vnitra Ruské federace č. 970 ze dne 11. listopadu 2008.[38] Zrušena byla vyhláškou Ministerstva vnitra Ruské federace č. 602 ze dne 6. srpna 2013.[35]
- Medaile Za zásluhy v managementu (Медаль «За заслуги в управленческой деятельности») – Tato medaile byla založena vyhláškou Ministerstva vnitra Ruské federace č. 355 ze dne 21. dubna 2008. Udílena byla ve třech třídách za vysoký výkon v úřední činnosti a ve službě na pozicích souvisejících s výkonem manažerských funkcí.[39] Zrušena byla vyhláškou Ministerstva vnitra Ruské federace č. 602 ze dne 6. srpna 2013.[35]
- Medaile 200. výročí ministerstva vnitra Ruska (Медаль «200 лет МВД России») – Tato medaile byla založena vyhláškou Ministerstva vnitra Ruské federace č. 542 ze dne 5. června 2002. Udílena byla za minimálně 20 let bezvadné služby v orgánech vnitra, zaměstnancům orgánů vnitra a civilním zaměstnancům, a to i osobám již v důchodu či ve výslužbě a také občanům, kteří poskytli pomoc při plnění úkolů přidělených ministerstvu vnitra Ruska.[40][41] Zrušena byla vyhláškou Ministerstva vnitra Ruské federace č. 602 ze dne 6. srpna 2013.[35]
- Pamětní medaile 70. výročí ekonomické bezpečnosti ministerstva vnitra Ruska (Памятная юбилейная медаль «70 лет подразделениям экономической безопасности МВД России») – Tato medaile byla založena vyhláškou Ministerstva vnitra Ruské federace č. 140 ze dne 7. února 2007. Udílena byla zaměstnancům ekonomických bezpečnostních útvarů vnitra za úspěchy dosažené v operativní a služební činnosti, státním zaměstnancům vnitra za bezvadnou službu v útvarech ekonomické bezpečnosti. Udílena byla i zaměstnancům orgánů vnitra, kteří těmto jednotkám pro ekonomickou bezpečnost pomáhali.[42][43] Zrušena byla vyhláškou Ministerstva vnitra Ruské federace č. 602 ze dne 6. srpna 2013.[35]
- Pamětní medaile 100. výročí kynologických jednotek ministerstva vnitra Ruska (Памятная юбилейная медаль «100 лет кинологическим подразделениям МВД России») – Tato medaile byla založena vyhláškou Ministerstva vnitra Ruské federace č. 347 ze dne 6. května 2009. Udílena byla zaměstnancům kynologické divize orgánů vnitra za jejich vysoké profesionální dovednosti, úspěchy dosažené ve službě. Udělena byla i bývalým zaměstnancům za významný přínos k rozvoji kynologických jednotek. Udělena mohla být občanům Ruska i cizincům za významnou pomoc kynologickým jednotkám při plnění úkolů jim svěřených.[44][45] Zrušena byla vyhláškou Ministerstva vnitra Ruské federace č. 602 ze dne 6. srpna 2013.[35]
- Pamětní medaile 200. výročí vnitřních vojsk ministerstva vnitra Ruska (Юбилейная медаль «200 лет внутренним войскам МВД России») – Tato medaile byla založena vyhláškou Ministerstva vnitra Ruské federace č. 679 ze dne 24. září 2010. Udílena byla vojenskému i civilnímu personálu jednotek ministerstva vnitra za více než 20 let služby. Udělena mohla být i občanům Ruska a cizincům za pomoc těmto jednotkám.[46] Zrušena byla vyhláškou Ministerstva vnitra Ruské federace č. 602 ze dne 6. srpna 2013.[35]
- Pamětní medaile vnitřních vojsk ministerstva vnitra Za pomoc (Памятная медаль ВВ МВД «За содействие») – Tato medaile byla založena vyhláškou Ministerstva vnitra Ruské federace č. 347 ze dne 6. května 2009. Udílena byla za zásluhy občanům Ruské federace i cizincům za pomoc vnitřním jednotkám ministerstva vnitra Ruska při plnění jim svěřených úkolů.[47][48] Zrušena byla dekretem prezidenta Ruské federace č. 157 ze dne 5. dubna 2016.[49]

### Odznaky
- Odznak Čestný důstojní ministerstva vnitra (Нагрудный знак «Почётный сотрудник МВД») – Toto vyznamenání bylo založeno vyhláškou Ministerstva vnitra Ruské federace č. 772 ze dne 7. listopadu 1998. Jedná se o nejvyšší resortní insignii ministerstva vnitra Ruska.[50][51]
- Odznak Za vyznamenání se ve službě za zvláštních podmínek (Нагрудный знак «За отличие в службе в особых условиях») – Toto vyznamenání bylo založeno vyhláškou Ministerstva vnitra Ruské federace č. 989 ze dne 31. října 2012.[28]
- Odznak Za vynikající služby na ministerstvu vnitra (Нагрудный знак «За отличную службу в МВД») – Toto vyznamenání bylo založeno vyhláškou Ministerstva vnitra Ruské federace č. 989 ze dne 31. října 2012.[28]
- Odznak Policejní dokonalost (Нагрудный знак «Отличник полиции») – Toto vyznamenání bylo založeno vyhláškou Ministerstva vnitra Ruské federace č. 989 ze dne 31. října 2012.[28]
- Odznak Účastník vojenských operací (Нагрудный знак «Участник боевых действий») – Toto vyznamenání bylo založeno vyhláškou Ministerstva vnitra Ruské federace č. 333 ze dne 31. března 2000.[52][53]
- Odznak Za pomoc ministerstvu vnitra (Нагрудный знак «За содействие МВД») – Toto vyznamenání bylo založeno vyhláškou Ministerstva vnitra Ruské federace č. 633 ze dne 14. června 2000.[54]
- Odznak vnitřních vojsk ministerstva vnitra Ruska Za vyznamenání se ve službě (Нагрудный знак ВВ МВД России «За отличие в службе») – Toto vyznamenání bylo založeno vyhláškou Ministerstva vnitra Ruské federace č. 28 ze dne 27. ledna 1997.[55] Zrušeno bylo dekretem prezidenta Ruské federace č. 157 ze dne 5. dubna 2016.[49]
- Odznak Za věrnost službě (Нагрудный знак «За верность долгу») – Toto vyznamenání bylo založeno vyhláškou Ministerstva vnitra Ruské federace č. 633 ze dne 14. června 2000.[54] Zrušena byla vyhláškou Ministerstva vnitra Ruské federace č. 602 ze dne 6. srpna 2013.[35]
- Odznak Za vyznamenání se ve službě dopravní policie (Нагрудный знак «За отличие в службе ГАИ») – Toto vyznamenání bylo založeno vyhláškou Ministerstva vnitra Ruské federace č. 50 ze dne 25. ledna 1997.[56] Zrušena byla vyhláškou Ministerstva vnitra Ruské federace č. 602 ze dne 6. srpna 2013.[35]
- Odznak Nejlepší zaměstnanec kriminální policie (Нагрудный знак «Лучший сотрудник криминальной милиции») – Toto vyznamenání bylo založeno vyhláškou Ministerstva vnitra Ruské federace č. 633 ze dne 14. června 2000.[54] Zrušena byla vyhláškou Ministerstva vnitra Ruské federace č. 602 ze dne 6. srpna 2013.[35]
- Odznak Nejlepší oblastní policejní inspektor (Нагрудный знак «Лучший участковый инспектор милиции») – Toto vyznamenání bylo založeno vyhláškou Ministerstva vnitra Ruské federace č. 633 ze dne 14. června 2000.[54] Zrušena byla vyhláškou Ministerstva vnitra Ruské federace č. 602 ze dne 6. srpna 2013.[35]
- Odznak Nejlepší zaměstnanec hlídkové a strážní služby policie (Нагрудный знак «Лучший сотрудник патрульно-постовой службы милиции») – Toto vyznamenání bylo založeno vyhláškou Ministerstva vnitra Ruské federace č. 633 ze dne 14. června 2000.[54] Zrušena byla vyhláškou Ministerstva vnitra Ruské federace č. 602 ze dne 6. srpna 2013.[35]
- Odznak Nejlepší pracovník hasičského sboru (Нагрудный знак «Лучший работник пожарной охраны») – Toto vyznamenání bylo založeno vyhláškou Ministerstva vnitra Ruské federace č. 633 ze dne 14. června 2000.[54] Zrušena byla vyhláškou Ministerstva vnitra Ruské federace č. 602 ze dne 6. srpna 2013.[35]
- Odznak Nejlepší inspektor pro záležitosti mladistvých (Нагрудный знак «Лучший инспектор по делам несовершеннолетних») – Toto vyznamenání bylo založeno vyhláškou Ministerstva vnitra Ruské federace č. 633 ze dne 14. června 2000.[54] Zrušena byla vyhláškou Ministerstva vnitra Ruské federace č. 602 ze dne 6. srpna 2013.[35]
- Odznak Nejlepší zaměstnanec speciálních policejních jednotek (Нагрудный знак «Лучший сотрудник специальных подразделений милиции») – Toto vyznamenání bylo založeno vyhláškou Ministerstva vnitra Ruské federace č. 633 ze dne 14. června 2000.[54] Zrušena byla vyhláškou Ministerstva vnitra Ruské federace č. 602 ze dne 6. srpna 2013.[35]
- Odznak Nejlepší vyšetřovatel (Нагрудный знак «Лучший следователь») – Toto vyznamenání bylo založeno vyhláškou Ministerstva vnitra Ruské federace č. 633 ze dne 14. června 2000.[54] Zrušena byla vyhláškou Ministerstva vnitra Ruské federace č. 602 ze dne 6. srpna 2013.[35]
- Odznak Policejní dokonalost (Нагрудный знак «Отличник милиции») – Toto vyznamenání bylo založeno vyhláškou Ministerstva vnitra Ruské federace č. 633 ze dne 14. června 2000.[54] Zrušena byla vyhláškou Ministerstva vnitra Ruské federace č. 602 ze dne 6. srpna 2013.[35]
- Odznak Vynikající hasič (Нагрудный знак «Отличный пожарный») – Toto vyznamenání bylo založeno vyhláškou Ministerstva vnitra Ruské federace č. 633 ze dne 14. června 2000.[54] Zrušena byla vyhláškou Ministerstva vnitra Ruské federace č. 602 ze dne 6. srpna 2013.[35]
- Odznak 200. výročí ministerstva vnitra Ruska (Нагрудный знак «200 лет МВД России») – Toto vyznamenání bylo založeno vyhláškou Ministerstva vnitra Ruské federace č. 707 ze dne 25. července 2002.[57] Zrušena byla vyhláškou Ministerstva vnitra Ruské federace č. 602 ze dne 6. srpna 2013.[35]
- Odznak 200. výročí jednotek ministerstva vnitra Ruska (Нагрудный знак «200 лет внутренним войскам МВД России») – Toto vyznamenání bylo založeno vyhláškou Ministerstva vnitra Ruské federace č. 680 ze dne 24. září 2010.[58] Zrušena byla vyhláškou Ministerstva vnitra Ruské federace č. 602 ze dne 6. srpna 2013.[35]

### Další vyznamenání a ocenění
- Cena ministerstva vnitra Ruska (Премия МВД России) – Toto vyznamenání bylo založeno vyhláškou Ministerstva vnitra Ruské federace č. 666 ze dne 21. srpna 2003.[59]
- Čestné osvědčení Ministerstva vnitra Ruska (Почётная грамота МВД России) – Toto vyznamenání bylo založeno vyhláškou Ministerstva vnitra Ruské federace č.  77 ze dne 5. února 2014.[60][61]
- Pochvala ministra vnitra Ruska (Благодарность Министра внутренних дел России) – Toto vyznamenání bylo založeno vyhláškou Ministerstva vnitra Ruské federace č. 77 ze dne 5. února 2014.[60]

## Vyznamenání Ministerstva zahraničních věcí Ruské federace
- Pamětní medaile A. M. Gorčakova (Памятная медаль А. М. Горчакова) – Toto vyznamenání bylo založeno dne 6. listopadu 1997.
- Odznak 200. výročí Ministerstva zahraničních věcí Ruské federace (Нагрудный знак «200 лет Министерству иностранных дел Российской Федерации») – Toto vyznamenání bylo založeno roku 2002.
- Medaile 200. výročí Ministerstva zahraničních věcí Ruské federace (Медаль «200 лет Министерству иностранных дел Российской Федерации») – Toto vyznamenání bylo založeno roku 2002.
- Odznak Čestný pracovník Ministerstva zahraničních věcí Ruské federace (Наградной знак «Почётный работник Министерства иностранных дел Российской Федерации»)
- Odznak Za vyznamenání se Ministerstvu zahraničních věcí Ruské federace (Нагрудный знак «За отличие» МИД России) – Toto vyznamenání bylo založeno dne 6. července 2010.
- Čestné osvědčení Ministerstva zahraničních věcí Ruské federace (Почётная грамота МИД России)
- Odznak Za interakci Ministerstva zahraničních věcí Ruské federace (Нагрудный знак «За взаимодействие» МИД России) – Toto vyznamenání bylo založeno dne 7. dubna 2014.
- Odznak Ministerstva zahraničních věcí Ruské federace Za přínos k mezinárodní spolupráci (Нагрудный знак МИД России «За вклад в международное сотрудничество») – Toto vyznamenání bylo založeno dne 7. dubna 2014.
- Medaile Primakova (Медаль Примакова) – Toto vyznamenání bylo založeno dne 16. března 2016.[62]

## Vyznamenání Ministerstva zdravotnictví a sociálních věcí Ruské federace

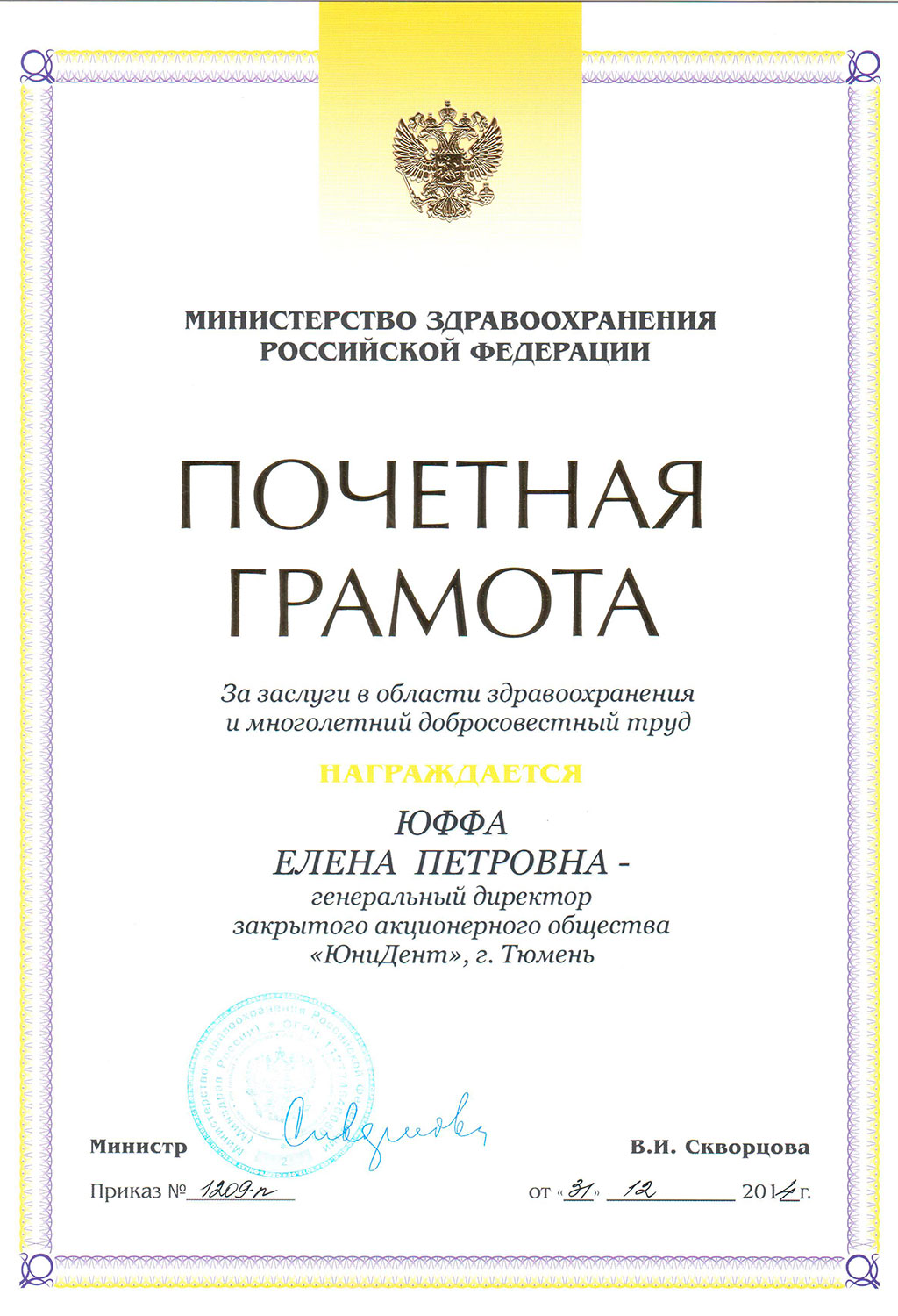
Čestné osvědčení Ministerstva zdravotnictví a sociálních věcí Ruské federace

- Odznak Milosrdenství (Знак отличия «Милосердие») – Toto vyznamenání bylo založeno dne 20. srpna 1996.[63]
- Odznak Dokonalost ve zdravotnictví (Нагрудный знак «Отличник здравоохранения») – Toto vyznamenání bylo založeno dne 20. srpna 1996.[63]
- Odznak Dokonalost v sociální a pracovní oblasti (Нагрудный знак «Отличник социально-трудовой сферы») – Toto vyznamenání bylo založeno dne 20. srpna 1996.[63]
- Čestné osvědčení Ministerstva zdravotnictví a sociálních věcí Ruské federace (Почётная грамота Министерства здравоохранения и социального развития Российской Федерации) – Toto vyznamenání bylo založeno dne 20. srpna 1996.[63]
- Medaile Za služby národní zdravotní péči (Медаль «За заслуги перед отечественным здравоохранением») – Toto vyznamenání bylo založeno dne 23. prosince 2002.[64]

## Vyznamenání Federální bezpečnostní služby Ruské federace

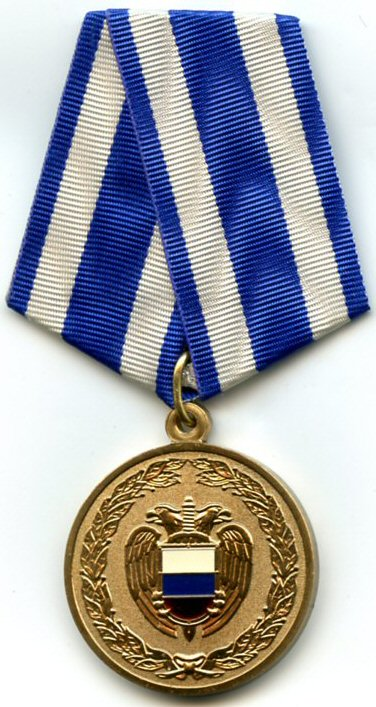
Medaile Za vojenskou spolupráci

- Medaile Za vyznamenání se při plnění speciálních úkolů (Медаль «За отличие при выполнении специальных заданий») – Toto vyznamenání bylo založeno dne 19. srpna 2005.[65]
- Medaile Za vojenskou chrabrost (Медаль «За воинскую доблесть») – Toto vyznamenání bylo založeno dne 19. srpna 2005.[65]
- Medaile Za bojovou spolupráci (Медаль «За боевое содружество») – Toto vyznamenání bylo založeno dne 29. března 2003.[66]
- Medaile Za vyznamenání se v práci (Медаль «За отличие в труде») – Toto vyznamenání bylo založeno dne 19. srpna 2005.[65]
- Medaile Veterán orgánů federální státní bezpečnosti (Медаль «Ветеран федеральных органов государственной охраны») – Toto vyznamenání bylo založeno dne 19. srpna 2005.[65]
- Pamětní jubilejní medaile 125. výročí orgánů státní bezpečnosti Ruska (Памятная юбилейная медаль «125 лет органам государственной охраны России») – Toto vyznamenání bylo založeno roku 2006.
- Pamětní jubilejní medaile 130. výročí orgánů státní bezpečnosti Ruska (Памятная юбилейная медаль «130 лет органам государственной охраны России») – Toto vyznamenání bylo založeno roku 2011.
- Pamětní jubilejní medaile 70. výročí prezidentského pluku (Памятная юбилейная медаль «70 лет Президентскому полку») – Toto vyznamenání bylo založeno dne 12. prosince 2005.[67]
- Pamětní jubilejní medaile 80. výročí prezidentského pluku (Памятная юбилейная медаль «80 лет Президентскому полку») – Toto vyznamenání bylo založeno dne 8. dubna 2016.
- Pamětní jubilejní medaile 100. výročí orgánů státní bezpečnosti (Памятная юбилейная медаль «100 лет органам государственной безопасности») – Toto vyznamenání bylo založeno roku 2017.
- Medaile Za vyznamenání se ve vojenské službě (Медаль «За отличие в военной службе») – Toto vyznamenání bylo založeno dne 5. prosince 1997.[68]
- Odznak Čestný důstojník Federální bezpečnostní služby
- Odznak Za čest a důstojnost ve službě vlasti

## Vyznamenání Federální bezpečností služby ruské federace

### Vyznamenání Služby pohraniční stráže Federální bezpečnostní služby Ruské federace

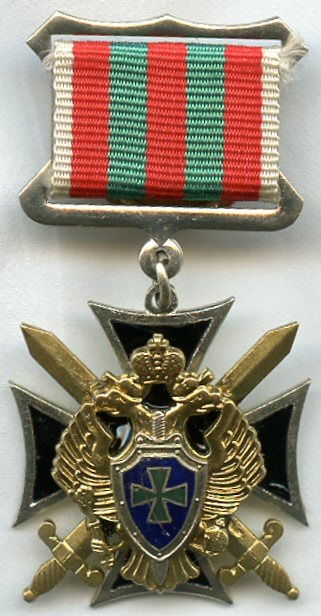
Odznak Za službu na Kavkaze

- Odznak Za zásluhy (Знак отличия «За Заслуги») – Toto vyznamenání bylo založeno dne 9. února 1995.
- Odznak Za službu v Tádžikistánu (Знак «За службу в Таджикистане») – Toto vyznamenání bylo založeno dne 18. února 1995. Zrušeno bylo v roce 2005 v souvislosti s oficiálním stažením ruského pohraničního kontingentu z Tádžikistánu.
- Odznak Za službu na Kavkaze (Знак «За службу на Кавказе») – Toto vyznamenání bylo založeno dne 18. února 1995.
- Odznak Za službu v Arktidě (Знак «За службу в Заполярье») – Toto vyznamenání bylo založeno dne 1. dubna 1997.
- Odznak Za službu na Dálném východě (Знак «За службу на дальнем востоке») – Toto vyznamenání bylo založeno dne 1. dubna 1997.
- Odznak Excelence pohraniční stráže (Знак отличия «Отличник Погранслужбы») – Toto vyznamenání bylo založeno dne 25. srpna 2004.
- Odznak Čestný důstojník pohraniční služby FBS Ruska (Нагрудный знак «Почётный сотрудник пограничной службы ФСБ России») – Toto vyznamenání bylo založeno vyhláškou č. 311 ze dne 30. června 2000.[69]

## Vyznamenání Federální celní služby Ruské federace

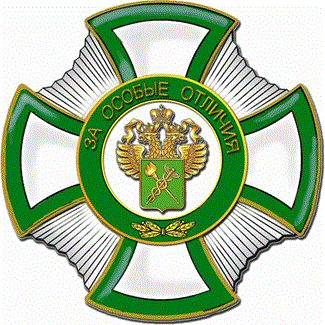
Odznak Za zvláštní vyznamenání

- Medaile Dmitrije Bibikova (Медаль «Дмитрий Бибиков») – Toto vyznamenání bylo založeno dne 7. září 2012.[70]
- Medaile Za chrabrost (Медаль «За доблесть») – Toto vyznamenání bylo založeno dne 26. března 2001.[71]
- Medaile Za horlivost (Медаль «За усердие») – Toto vyznamenání bylo založeno dne 26. března 2001.[71]
- Medaile Za posílení celního společenství (Медаль «За укрепление таможенного содружества») – Toto vyznamenání bylo založeno dne 26. března 2001.[71]
- Medaile Za službu (Медаль «За службу») – Toto vyznamenání bylo založeno dne 26. března 2001.[71]
- Jubilejní medaile 25. výročí federální celní služby (Юбилейный медаль «25 лет Федеральной таможенной службе») – Toto vyznamenání bylo založeno dne 1. června 2016.[72]
- Odznak Čestný celník Ruska (Нагрудный знак «Почётный таможенник России») – Toto vyznamenání bylo založeno dne 1. října 2004.[73]
- Odznak Za zvláštní vyznamenání (Нагрудный знак «За особые отличия») – Toto vyznamenání bylo založeno dne 7. září 2012.[70]
- Odznak Dokonalost v celní službě (Нагрудный знак «Отличник таможенной службы») – Toto vyznamenání bylo založeno dne 1. října 2004.[73]
- Odznak Za rozvoj celní služby Ruska (Нагрудный знак «За развитие таможенной службы России») – Toto vyznamenání bylo založeno dne 1. října 2004.[73]
- Odznak Veterán celní služby (Нагрудный знак «Ветеран таможенной службы») – Toto vyznamenání bylo založeno dne 26. března 2001.[71]
- Jubilejní odznak 10. výročí Státního celního výboru Ruska (Юбилейный нагрудный знак «10 лет ГТК России») – Toto vyznamenání bylo založeno dne 1. října 2004.[73]

## Vyznamenání Federální služby pro environmentální, technologický a jaderný dozor
- Medaile Jacoba Bruce (Медаль им. Якова Брюса) – Toto vyznamenání bylo založeno dne 9. srpna 2016.
- Medaile L. G. Melnikova (Медаль им. Мельникова Л. Г) – Toto vyznamenání bylo založeno dne 9. září 2009.
- Medaile A. P. Aleksandrova (Медаль им.академика Александрова А. П.) – Toto vyznamenání bylo založeno dne 9. září 2009.
- Jubilejní medaile 295. výročí Rostexnadzoru (Юбилейная медаль «290 лет Ростехнадзору») – Toto vyznamenání bylo založeno dne 22. listopadu 2014.
- Jubilejní medaile 290. výročí Rostexnadzoru (Юбилейная медаль «290 лет Ростехнадзору») – Toto vyznamenání bylo založeno dne 9. září 2009.
- Čestné osvědčení Rostexnadzoru (Почётная грамота Ростехнадзора) – Toto vyznamenání bylo založeno dne 9. září 2009.
- Vděčnost Rostexnadzoru (Благодарность Ростехнадзора) – Toto vyznamenání bylo založeno dne 9. září 2009.
- Čestný odznak Čestný pracovník Rostexnadzoru (Почётный знак «Почётный работник Ростехнадзора») – Toto vyznamenání bylo založeno dne 9. září 2009.
- Čestný odznak Čestný inspektor Rostexnadzoru (Почётный знак «Почётный инспектор Ростехнадзора») – Toto vyznamenání bylo založeno dne 9. září 2009.

## Vyznamenání Federální služby pro kontrolu léčiv Ruské federace

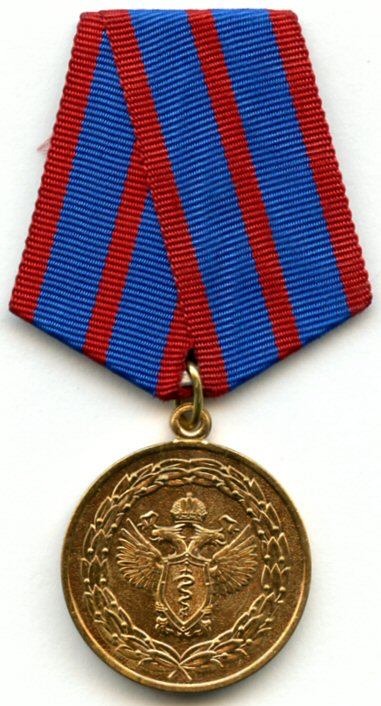
Medaile Za pomoc úřadům pro kontrolu léčiv

- Čestný odznak Čestný zaměstnanec úřadů pro kontrolu léčiv (Почётное звание «Почётный сотрудник органов наркоконтроля») – Toto vyznamenání bylo založeno dne 28. června 2005.[74]
- Medaile Za vyznamenání se ve službě v orgánech pro kontrolu léčiv (Медаль «За отличие в службе в органах наркоконтроля») – Toto vyznamenání bylo založeno dne 28. června 2005.[74]
- Medaile Za pomoc úřadům pro kontrolu léčiv (Медаль «За содействие органам наркоконтроля») – Toto vyznamenání bylo založeno dne 28. června 2005. Udílena je za pomoc orgánům pro kontrolu léčiv při řešení jim svěřených úkolů.[74]
- Medaile Za zásluhy v operativně-vyšetřovací činnosti (Медаль «За заслуги в оперативно-розыскной деятельности») – Toto vyznamenání bylo založeno dne 24. července 2013.[75]
- Medaile Za zásluhy při vyšetřování (Медаль «За заслуги в расследовании») – Toto vyznamenání bylo založeno dne 24. července 2013.[75]
- Medaile Za zásluhy o akce zvláštního určení (Медаль «За заслуги в мероприятиях специального назначения») – Toto vyznamenání bylo založeno dne 24. července 2013.[75]
- Medaile Za zásluhy v managementu (Медаль «За заслуги в управленческой деятельности») – Toto vyznamenání bylo založeno dne 24. července 2013.[75]
- Medaile Za pracovní zásluhy (Медаль «За трудовые заслуги») – Toto vyznamenání bylo založeno dne 24. července 2013.[75]
- Pamětní znak Za zásluhy (Памятный знак «За заслуги») – Toto vyznamenání bylo založeno dne 27. dubna 2005.[76]

## Vyznamenání Federální služby vojsk Národní gardy Ruské federace

### Medaile
- Medaile Za vojenské vyznamenání (Медаль «За боевое отличие») – Toto vyznamenání bylo založeno vyhláškou č. 50 ze dne 14. února 2017.[77]

### Odznaky
- Čestný odznak Čestný důstojník ruské gardy (Почётное звание «Почётный сотрудник Росгвардии») – Toto vyznamenání bylo založeno vyhláškou č. 50 ze dne 14. února 2017.[77]

## Vyznamenání Federální státní statistické služby Ruské federace
- Medaile Za zásluhy o všeruské zemědělské sčítání lidu 2006 (Медаль «За заслуги в проведении Всероссийской сельскохозяйственной переписи 2006 года») – Toto vyznamenání bylo založeno dne 16. srpna 2006.
- Medaile Za zásluhy o všeruské sčítání lidu 2010 (Медаль «За заслуги в проведении Всероссийской переписи населения 2010 года») – Toto vyznamenání bylo založeno dne 8. října 2010.[78]

## Vyznamenání Federální vesmírné agentury Ruské federace
- Medaile 40. výročí letu J. A. Gagarina (Медаль «40 лет полёта Ю. А. Гагарина») – Toto vyznamenání bylo založeno dne 12. dubna 2001.[79]
- Odznak Ciolkovského (Знак Циолковского) – Toto vyznamenání bylo založeno dne 21. ledna 2008.
- Odznak Koroljeva (Знак Королёва) – Toto vyznamenání bylo založeno dne 21. ledna 2008.
- Medaile J. A. Gagarina (Медаль Ю. А. Гагарина) – Toto vyznamenání bylo založeno dne 21. ledna 2008.
- Odznak Za zabezpečení vesmírných letů (Знак «За обеспечение космических стартов») – Toto vyznamenání bylo založeno dne 21. ledna 2008.
- Odznak Za propagaci vesmírných aktivit (Знак «За содействие космической деятельности») – Toto vyznamenání bylo založeno dne 21. ledna 2008.
- Odznak Za mezinárodní spolupráci v oblasti kosmonautiky (Знак «За международное сотрудничество в области космонавтики») – Toto vyznamenání bylo založeno dne 21. ledna 2008.
- Čestné osvědčení Federální vesmírné agentury (Почётная грамота Федерального космического агентства) – Toto vyznamenání bylo založeno dne 21. ledna 2008.

## Vyznamenání Hlavního ředitelství speciálních programů prezidenta

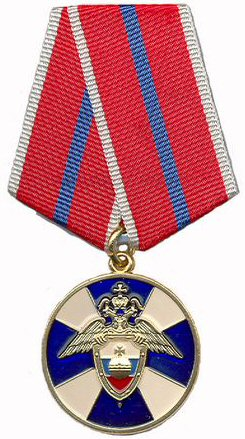
Medaile za pomoc při zajišťování speciálních programů

- Odznak Čestný důstojník Hlavního ředitelství speciálních programů prezidenta Ruské federace (Нагрудный Знак «Почётный сотрудник Главного управления специальных программ президента Российской Федерации») – Toto vyznamenání bylo založeno dne 28. prosince 2001.[80]
- Odznak Čestný důstojník služby pro speciální úkoly pod prezidentem Ruské federace (Нагрудный Знак «Почётный сотрудник Службы специальных объектов при президенте Российской Федерации») – Toto vyznamenání bylo založeno dne 24. února 2016.[81]
- Medaile za pomoc při zajišťování speciálních programů (Медаль «За содействие в обеспечении специальных программ») – Toto vyznamenání bylo založeno dne 30. dubna 2004.[82]
- Medaile Za zásluhy (Медаль «За заслуги») – Toto vyznamenání bylo založeno dne 24. února 2016.[81]
- Medaile Za bojující společenství (Медаль «За Боевое Содружество») – Toto vyznamenání bylo založeno dne 12. února 2004.[83]
- Medaile Za vyznamenání se ve vojenské službě (Медаль «За отличие в военной службе») – Toto vyznamenání bylo založeno dne 28. prosince 2001.
- Medaile Veterána služby (Медаль «Ветеран Службы») – Toto vyznamenání bylo založeno dne 2. června 2004.[84]
- Medaile Za pracovní udatnost (Медаль «За трудовую доблесть») – Toto vyznamenání bylo založeno dne 28. prosince 2001.[85]
- Medaile Veterán GUSP (Медаль «Ветеран ГУСП») – Toto vyznamenání bylo založeno dne 16. dubna 2004.[86]
- Odznak Za službu ve speciálních zařízeních (Нагрудный Знак «За службу на спецобъектах») – Toto vyznamenání bylo založeno dne 24. února 2016.[81]
- Výroční odznak GUSP XXV (Юбилейный нагрудный знак «ГУСП XXV»)
- Výroční odznak GUSP XXX (Юбилейный нагрудный знак «ГУСП XXX»)

## Vyznamenání Služby vnější rozvědky Ruské federace

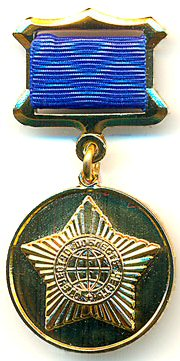
Cena Ruské SVR

- Medaile Za zásluhy (Медаль «За заслуги») – Toto vyznamenání bylo založeno dne 1. dubna 2000.
- Medaile Veterán služby (Медаль «Ветеран Службы») – Toto vyznamenání bylo založeno dne 1. března 2004.
- Medaile Za vyznamenání se (Медаль «За отличие») – Toto vyznamenání bylo založeno v dubnu 2005.
- Medaile Za interakci (Медаль «За взаимодействие») – Toto vyznamenání bylo založeno dne 1. listopadu 2004.
- Medaile Za vyznamenání se ve vojenské službě (Медаль «За отличие в военной службе») – Toto vyznamenání bylo založeno dne 14. listopadu 1995.
- Medaile Za vyznamenání v práci (Медаль «За трудовое отличие») – Toto vyznamenání bylo založeno dne 19. dubna 2005.
- Cena Ruské SVR (Премия СВР России) – Toto vyznamenání bylo založeno dne 6. ledna 2000.
- Čestný odznak Za službu v rozvědce (Почётный нагрудный знак «За службу в разведке») – Toto vyznamenání bylo založeno dne 14. července 1990.
- Odznak Za vědecké úspěchy (Нагрудный знак «За научные достижения») – Toto vyznamenání bylo založeno v září 2002.
- Jubilejní odznak 75. výročí INO-PSU-SVR (Юбилейный нагрудный знак «75 лет ИНО-ПГУ-СВР») – Toto vyznamenání bylo založeno v dubnu 1995.
- Jubilejní odznak 80. výročí INO-PSU-SVR (Юбилейный нагрудный знак «80 лет ИНО-ПГУ-СВР») – Toto vyznamenání bylo založeno v dubnu 2000.
- Jubilejní odznak 85. výročí INO-PSU-SVR (Юбилейный нагрудный знак «85 лет ИНО-ПГУ-СВР») – Toto vyznamenání bylo založeno v dubnu 2005.
- Jubilejní odznak 90. výročí INO-PSU-SVR (Юбилейный нагрудный знак «90 лет ИНО-ПГУ-СВР») – Toto vyznamenání bylo založeno v dubnu 2010.
- Jubilejní odznak 95. výročí INO-PSU-SVR (Юбилейный нагрудный знак «95 лет ИНО-ПГУ-СВР») – Toto vyznamenání bylo založeno v dubnu 2015.

## Vyznamenání Státního zastupitelství Ruské federace

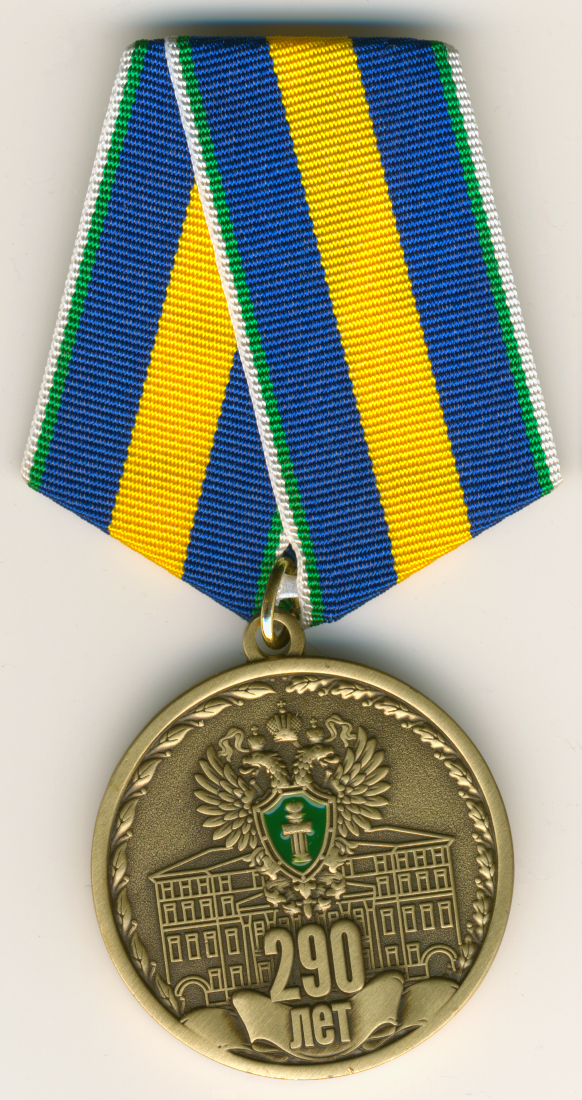
Medaile 290. výročí Státního zastupitelství Ruska

- Odznak Za věrnost zákonu (Знак отличия «За верность закону») – Toto vyznamenání bylo založeno dne 6. dubna 2007.[87]
- Medaile Za interakci (Медаль «За взаимодействие») – Toto vyznamenání bylo založeno dne 6. dubna 2007.[87]
- Medaile Veterán státního zastupitelství (Медаль «Ветеран прокуратуры») – Toto vyznamenání bylo založeno dne 6. dubna 2007.[87]
- Odznak Čestný pracovník státního zastupitelství Ruské federace (Нагрудный знак «Почётный работник прокуратуры Российской Федерации») – Toto vyznamenání bylo založeno dne 10. ledna 2007.[88]
- Odznak Za bezvadnou službu (Нагрудный знак «За безупречную службу») – Toto vyznamenání bylo založeno dne 2. února 2007.[89]
- Medaile 290. výročí Státního zastupitelství Ruska (Медаль «290 лет прокуратуре России») – Toto vyznamenání bylo založeno dne 25. listopadu 2011.[90]
- Medaile Rudenka (Медаль Руденко) – Toto vyznamenání bylo založeno dne 18. března 2015.
- Medaile Jagužinckého (Медаль Ягужинского) – Toto vyznamenání bylo založeno dne 15. prosince 2017.
- Medaile Za posílení bojového společenství (Медаль «За укрепление боевого содружества»)

### Vyznamenání Vyšetřovacího výboru pod Státním zastupitelství Ruské federace

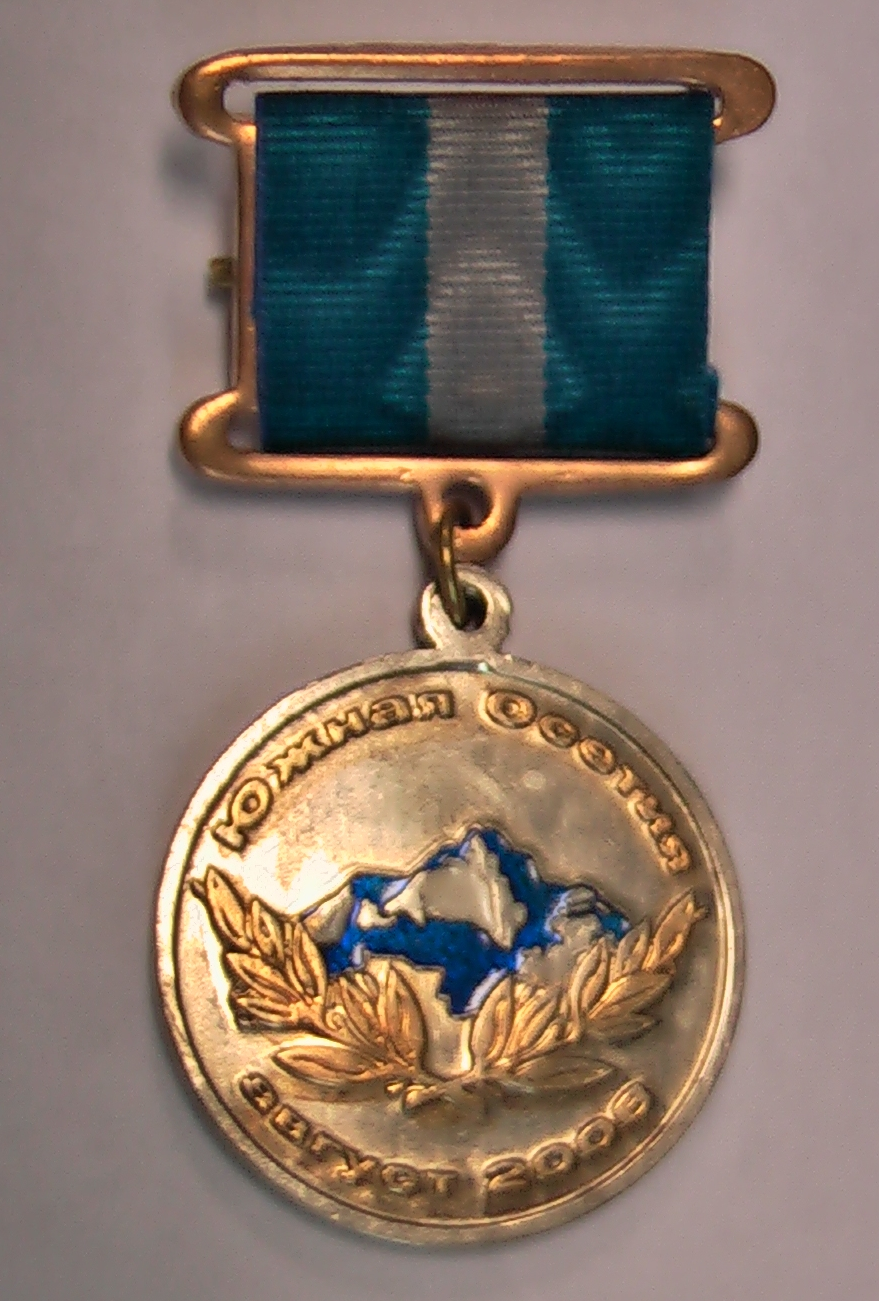
Odznak Za účast v boji proti agresi v Jižní Osetii

- Medaile Za věrnost službě (Медаль «За верность служебному долгу») – Toto vyznamenání bylo založeno dne 8. srpna 2008.[91]
- Medaile Chrabrost a odvaha (Медаль «Доблесть и отвага») – Toto vyznamenání bylo založeno dne 8. srpna 2008.[91]
- Medaile Za zásluhy (Медаль «За заслуги») – Toto vyznamenání bylo založeno dne 8. srpna 2008.[91]
- Medaile Za vyznamenání (Медаль «За отличие») – Toto vyznamenání bylo založeno dne 8. srpna 2008.[91]
- Odznak Za účast v boji proti agresi v Jižní Osetii (Знак отличия «За участие в противодействии агрессии в Южной Осетии») – Toto vyznamenání bylo založeno dne 1. července 2009.[92]
- Medaile Za bezvadnou službu (Медаль «За безупречную службу») – Toto vyznamenání bylo založeno dne 8. srpna 2008.[91]
- Medaile Za pomoc (Медаль «За содействие») – Toto vyznamenání bylo založeno dne 8. srpna 2008.[91]
- Medaile Veterán vyšetřovacích orgánů (Медаль «Ветеран следственных органов») – Toto vyznamenání bylo založeno dne 8. srpna 2008.[91]
- Odznak Za pečlivost ve službě (Знак отличия «За усердие в службе») – Toto vyznamenání bylo založeno dne 8. srpna 2008.[91]
- Odznak Čestný pracovník vyšetřovacího výboru pod Státním zastupitelstvím Ruské federace (Нагрудный знак «Почётный работник Следственного комитета при прокуратуре Российской Федерации») – Toto vyznamenání bylo založeno dne 8. srpna 2008.[91]

## Vyznamenání Vyšetřovacího výboru Ruské federace

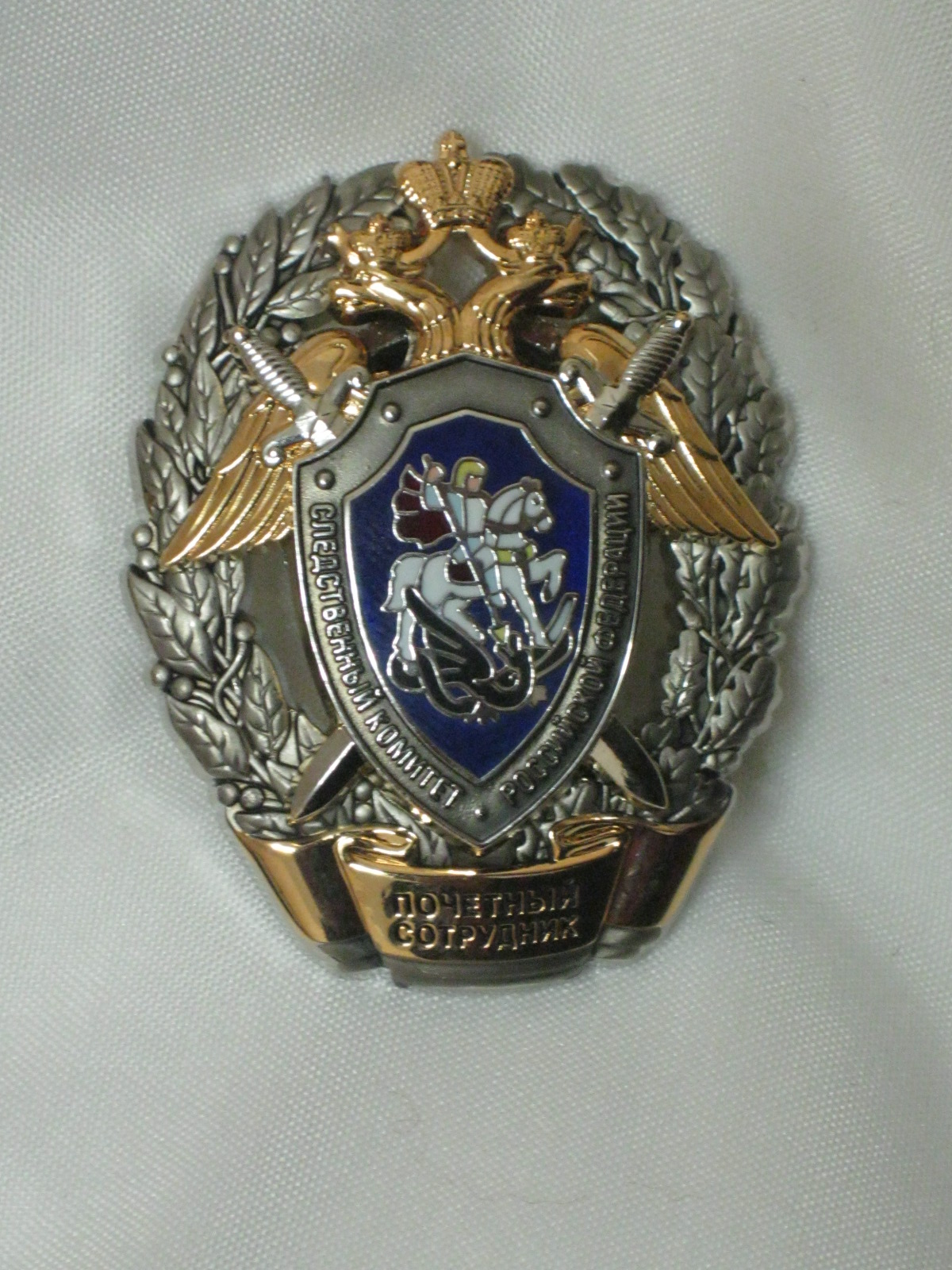
Odznak Čestný důstojník vyšetřovacího výboru Ruské federace

- Medaile Za věrnost službě (Медаль «За верность служебному долгу») – Toto vyznamenání bylo založeno dne 15. července 2011.[93]
- Medaile Chrabrost a odvaha (Медаль «Доблесть и отвага») – Toto vyznamenání bylo založeno dne 15. července 2011.[93]
- Medaile Za zásluhy (Медаль «За заслуги») – Toto vyznamenání bylo založeno dne 15. července 2011.[93]
- Medaile Za vyznamenání (Медаль «За отличие») – Toto vyznamenání bylo založeno dne 15. července 2011.[93]
- Medaile Za bezvadnou službu (Медаль «За безупречную службу») – Toto vyznamenání bylo založeno dne 15. července 2011.[93]
- Medaile Za pomoc (Медаль «За содействие») – Toto vyznamenání bylo založeno dne 15. července 2011.[93]
- Medaile Veterán vyšetřovacích orgánů (Медаль «Ветеран следственных органов») – Toto vyznamenání bylo založeno dne 15. července 2011.[93]
- Medaile Za píli ve službě (Медаль «За усердие в службе») – Toto vyznamenání bylo založeno dne 15. července 2011.[93]
- Odznak Čestný důstojník vyšetřovacího výboru Ruské federace (Нагрудный знак «Почётный сотрудник Следственного комитета Российской Федерации») – Toto vyznamenání bylo založeno dne 15. července 2011.[93]
- Odznak Dokonalost ve vyšetřovacích orgánech (Знак отличия «Отличник следственных органов») – Toto vyznamenání bylo založeno dne 15. července 2011.[93]
- Odznak Nejlepší vyšetřovatel (Знак отличия «Лучший следователь») – Toto vyznamenání bylo založeno dne 15. července 2011.[93]
- Medaile 300. výročí prvního vyšetřovacího výboru Ruské federace (Медаль «300 лет первой следственной канцелярии России») – Toto vyznamenání bylo založeno dne 21. června 2013.[94]